# Therur
Therur es una ciudad y nagar Panchayat situada en el distrito de Kanyakumari en el estado de Tamil Nadu (India). Su población es de 7615 habitantes (2011). Se encuentra a 73 km de Thiruvananthapuram y a 72 km de Tirunelveli. 

## Demografía
Según el censo de 2011 la población de Therur era de 7615 habitantes, de los cuales 3762 eran hombres y 3853 eran mujeres. Therur tiene una tasa media de alfabetización del 94,59%, superior a la media estatal del 80,09%: la alfabetización masculina es del 97,13%, y la alfabetización femenina del 92,11%.